# Émile Deplanche
Émile François Deplanche (Argentan 22 juin 1824-Argentan 30 mars 1875) est un chirurgien de marine, entomologiste et botaniste français qui a étudié la faune et la flore de Guyane et de Nouvelle-Calédonie.

## Biographie
Né à Argentan dans l'Orne le 22 juin 1824, il étudie la médecine et la zoologie à Caen.
En 1854, il est chirurgien dans l'armée pendant la Guerre de Crimée avant d'embarquer sur Le Rapide vers Cayenne en qualité de médecin. Il explore la Guyane française et herborise beaucoup dans cette région. En 1855, une épidémie de fièvre jaune touche la colonie et l'équipage du Rapide, mais Émile Deplanche n'est pas touché par la maladie. Il rentre en France, à Cherbourg, où il ramène une grande collection d'oiseaux de Cayenne mais sa collection de plantes s'abîme lors du voyage.
Après quelques mois de repos et une certaine renommée obtenue grâce à sa collection d'oiseaux, il s'embarque pour Tahiti. Dans l'archipel, il collectionne mollusques et oiseaux et rencontre les membres de la mission scientifique autrichienne du Novara qu'il aide dans leurs recherches sur l'île. Pour le remercier, ils lui offrent un poste de membre de l'Académie impériale des Sciences de Vienne.
En 1858, il embarque pour la Nouvelle-Calédonie avec ses nombreuses collections d'histoire naturelle, alors qu'il accompagne le gouverneur à Nouméa. Il devient responsable d'une commission scientifique qui explore l'île sur l'Hydrographe avec le botaniste Eugène Vieillard; il collectionne les plantes, animaux et minéraux de l'île et même des crânes humains.
En octobre 1859, il quitte la Nouvelle-Calédonie avec ses collections. 85 espèces d'oiseaux sont étudiés en France par Jules Verreaux et  Marc Athanase Parfait Œillet Des Murs. En Normandie, il s'attache à rédiger son essai sur la Nouvelle-Calédonie, écrit avec Vieillard et publié en 1863. Les deux amis retournent en Nouvelle-Calédonie sur l'Isis en passant par le cap de Bonne-Espérance, l'île de La Réunion et Sydney. Ils se séparent à Nouméa; Deplanche s'installe à Lifou sur les îles Loyauté où il herborise et explore l'île pendant une année avant de partir en mission hydrographique dans le Pacifique sur la Fine. Il survit à une attaque d'autochtones dans la garnison de Gatope; ce qui lui vaut de recevoir la Légion d'Honneur en août 1865. Malade, il rentre en France en 1867.
À sa mort, le 30 mars 1875, il lègue sa bibliothèque, ses manuscrits et ses médailles à sa ville natale.

## Œuvres
- Eugène Vieillard, Émile Deplanche, Essai sur la Nouvelle-Calédonie, Édition initiale : Ed. Challamel aîné, 1863, Réédition : Ed. L'harmattan. 2001.
- Émile Deplanche, Sébastien René Lenormand, Catalogue des plantes recueillies à Cayenne, 1858.

## Liste des espèces qui lui ont été dédiées
- Trichoglossus haematodus deplanchii, le loriquet à tête bleue ou arc-en-ciel décrit par Verreaux et Des Murs.
- Deplanchea, une plante de la famille Bignoniaceae, décrite par Eugène Vieillard.

## Sources
- J.H. Pearn, 1994, "Surgeon Emile Deplanche (1824-1875). Scientist and doctor of the South Pacific", Medical Journal of Australia, 160: 568-571.
- E. Vieillard, 1876, "Notice sur la vie et les travaux d'Emile Deplanche", Bulletin de la Société Linnéenne de Normandie, 2(10): 341-350.